# Призраки Марса
«Призраки Марса» — американский художественный фильм 2001 года, фантастический хоррор-боевик режиссёра Джона Карпентера.

## Сюжет
События происходят в XXII веке в 2176 году: планета Марс была терраформирована, что позволило людям ходить по поверхности без скафандров. Сюжет связан с полицейской по имени Мелани Баллард (Наташа Хенстридж), отряд которой послан перевезти заключённого Уильямса по кличке «Опустошение» (Ice Cube). Прибыв в отдалённый рудо-промышленный городок, где был пойман Уильямс, полицейские обнаруживают, что население городка таинственным образом исчезло. В ходе расследования они выясняют, что шахтёры обнаружили подземную дверь, созданную древней марсианской цивилизацией. Когда дверь открылась, оттуда выбрались призраки, бестелесные духи, захватившие тела шахтёров. Освобождение призраков и их вселение в человеческие тела вызвали массовую резню: захваченные шахтёры начинают убивать друг друга, а также уродовать свои тела.
Полицейским приходится отбиваться от атакующих шахтёров, бежать из городка и пытаться найти способ уничтожить призраков. Но их попытки усугубляются тем фактом, что убийство «захваченного» человека лишь выпускает призрак на волю, давая ему шанс вселиться в другую оболочку. В конце концов отряд решает взорвать городской реактор, чтобы уничтожить всё живое в округе. В результате бойни в живых остаются лишь Баллард и Уильямс. Не желая сдаваться властям, Уильямс надевает на Баллард наручники и сбегает.
По возвращении Баллард подвергается допросу со стороны представителей властей, желающих узнать, что случилось в шахтёрском городке. Пока Баллард отдыхает, на город нападают зомби, захваченные призраками. Появляется Уильямс, и они на пару с Баллард начинают делать то, что уже умеют — драться с призраками.

## В ролях
| Актёр            | Роль                         |
| ---------------- | ---------------------------- |
| Наташа Хенстридж | лейтенант Мелани Баллард     |
| Ice Cube         | Джеймс «Опустошение» Уильямс |
| Джейсон Стейтем  | сержант Джерико Батлер       |
| Клеа ДюВалль     | Башира Кинкейд               |
| Пэм Гриер        | командир Хелена Брэддок      |
| Джоанна Кэссиди  | доктор Арлин Витлок          |
| Ричард Сетроун   | Большой папочка Марс         |
| Розмари Форсит   | инквизиторша                 |
| Лиам Уэйт        | Майкл Дескансо               |
| Дуэйн Дэвис      | Уно                          |
| Лобо Себастьян   | Дос                          |
| Родни А. Грант   | Трес                         |

## Саундтрек
Для создания саундтрека к фильму Джон Карпентер записал несколько синтезаторных мелодий и пригласил известных музыкантов (из трэш-металл группы Anthrax); гитаристов-виртуозов Стива Вая и Бакетхэда; участника групп Guns N' Roses и Nine Inch Nails гитариста Робина Финка) для создания энергичных и профессиональных тяжёлых металлических мелодий. Отзывы о саундтреке были смешанными; многие критики отозвались положительно в отношении высоких стандартов, представленных музыкой и её сочетанием с действиями на экране, но говорили о затянутости гитарных соло и сильным отличием музыки в фильме и на диске саундтреков, а также об отсутствии спокойных синтезаторных треков из фильма на диске.
Список композиций
1. Ghosts of Mars (3:42) — Стив Вай, Bucket Baker & Джон Карпентер
2. Love Seige[sic] (4:37) — Бакетхэд, Робин Финк, Джон Карпентер и Anthrax (Скотт Иэн, Пол Крук, Франк Бэлло и Чарли Бенанте)
3. Fight Train (3:16) — Робин Финк, Эллиот Истон и Anthrax
4. Visions of Earth (4:08) — Эллиот Истон и Джон Карпентер
5. Slashing Void (2:46) — Эллиот Истон и Джон Карпентер
6. Kick Ass (6:06) — Бакетхэд, Джон Карпентер & Anthrax
7. Power Station (4:37) — Робин Финк, Джон Карпентер & Anthrax
8. Can’t Let You Go (2:18) — Stone (J.J. Garcia, Брайан Джеймс и Брэд Вильсон), Эллиот Истон, Брюс Робб и Джо Робб
9. Dismemberment Blues (2:53) — Эллиот Истон, Джон Карпентер & Stone
10. Fightin' Mad (2:41) — Бакетхэд и Джон Карпентер
11. Pam Grier’s Head (2:35) — Эллиот Истон, Джон Карпентер & Anthrax
12. Ghost Poppin' (3:20) — Steve Vai, Робин Финк, Джон Карпентер & Anthrax